# Masakry Němců v Československu na jaře a v létě 1945
Masakry Němců v Československu na jaře a v létě 1945 ze strany českého a slovenského obyvatelstva probíhaly v atmosféře poválečné represe vůči Němcům a doprovázely tzv. divoký odsun. Veřejné proslovy z exilu se vracejícího prezidenta Edvarda Beneše z 12. a 16. května 1945, v nichž prohlásil odsun Němců za absolutní nutnost, dozvuky fronty a květnového povstání, znamenaly zintenzivnění napětí mezi českou a německou částí obyvatelstva. Při vyhánění Němců, označovaném jako „divoký odsun“, docházelo k „popravám“, vraždám a jiným násilným útokům proti Němcům i českým kolaborantům. V období divokého odsunu uprchlo či bylo vysídleno podle převažujících odhadů 600 000 Němců, mnoho z nich hledalo první útočiště za hranicemi v Rakousku.

## Odborné zpracování
Základní evidenci excesů zpracoval historik Tomáš Staněk (Poválečné „excesy“ v českých zemích v roce 1945 a jejich vyšetřování). Konkrétními kauzami živelných soudů na Vitorazsku se zabýval historik Ján Mlynárik (Tragédie Vitorazska 1945–1953: poprava v Tušti) nebo také Lucie Jarkovská, která provedla analýzu archivních materiálů agendy mimořádných lidových soudů v Jičíně a v Hradci Králové. Historik Tomáš Staněk uvádí ve své publikaci, že v letech 1945–1946 přišlo o život v důsledku krajně diskriminačního zacházení 24 až 25 tisíc lidí. O poválečné masakry se začínali historici zajímat už v 60. letech a následně v disentu v letech 70. a 80. Historické průzkumy a mapování excesů však začalo až na konci 80. let; naplno se mohlo rozvinout teprve po pádu komunistického režimu po roce 1989. Stěžejním dílem se stala práce Tomáše Staňka „Persekuce 1945” .

## Ozbrojené jednotky
Již za květnového povstání organizovalo velitelství „Alex" pohyb armády v Čechách. Spadaly pod něj mobilizované jednotky a posádková velitelství. Velitelství jednalo z pověření ministerstva národní obrany a jeho úkolem byl také nástup jednotek do pohraničí. Zde však už působily odzbrojené oddíly partyzánů, jednotky místních bezpečnostních složek, odbojové skupiny z války, ale také bojové skupiny pověřené přímo posádkovými veliteli, místními a okresními národními výbory (správními komisemi), vyššími velitelstvími, ministerstvem národní obrany, ministerstvem vnitra a Komisí pro vnitřní národní bezpečnost (KVNB) v Praze.
Zrovna tak jako civilní obyvatelstvo byly i ozbrojené jednotky na podzim roku 1938 naplněny odhodláním bojovat. Čím více se přibližoval konec války, tím více rostla touha se s nepřítelem vypořádat. Jednotky bojující na frontách byly ovlivněny nejen válečnými prožitky a hrůzami, ale i tím, co viděly při návratu do vlasti. Například náčelník štábu Prvního československého armádního sboru plukovník Bohumír Lomský řekl:
„...Je přirozené, že vojska byla vychovávána v nenávisti k Němcům ... a německá zvěrstva je v jejich bojovém odhodlání posilovala. A není tajné, že naše jednotky v SSSR vedly boj pod heslem: nikoho neživte, oko za oko, zub za zub... Poněvadž bylo všeobecně jasné, že musí dojíti k odsunu Němců z našich historických zemí, byla přirozená snaha velitelů všech stupňů zbavit se jich při každé vhodné příležitosti...”
Zápis výpovědi nadporučíka J. Čubky před vyšetřovací komisí bezpečnostního výboru UNS v Žatci 31. 7. 1945, 

Vojenské útvary operující zpočátku v pohraničí byly seskládány z velké části z frontových vojáků, z řad 1. československého armádního sboru nebo z mužů z Volyně, Podkarpatské Rusi a Slovenska. Mnozí z nich ztratili rodinu nebo se jen špatně adaptovali či neadekvátně reagovali na mírové prostředí. U nových ozbrojených formací sice panovalo nadšení, ale často vázla morálka mužstva. V každém případě všechny příslušníky ozbrojených sil sjednocovala ohromná nenávist k Němcům.

## Masakry
„...Konference dospěla k této dohodě o odsunu Němců z Polska, Československa a Maďarska: Tři vlády prozkoumaly tuto otázku po všech stránkách a uznaly, že německé obyvatelstvo nebo jeho složky, které zůstávají v Polsku, Československu a v Maďarsku, bude třeba odsunout do Německa. Jsou zajedno v tom, že jakýkoli odsun musí být prováděn spořádaně a lidsky. Poněvadž by příliv velkého počtu Němců do Německa zvětšil břemeno, které již doléhá na okupační úřady, soudí, že tento problém by měla zkoumat především Kontrolní rada a přihlížet při tom zvláště k tomu, aby tito Němci byli spravedlivě rozděleni mezi jednotlivá okupační pásma...”
ZPRÁVA O TŘÍSTRANNÉ KONFERENCI V BERLÍNĚ, 2. srpen 1945, v Postupimi, čl.VIII

### Bořislavka

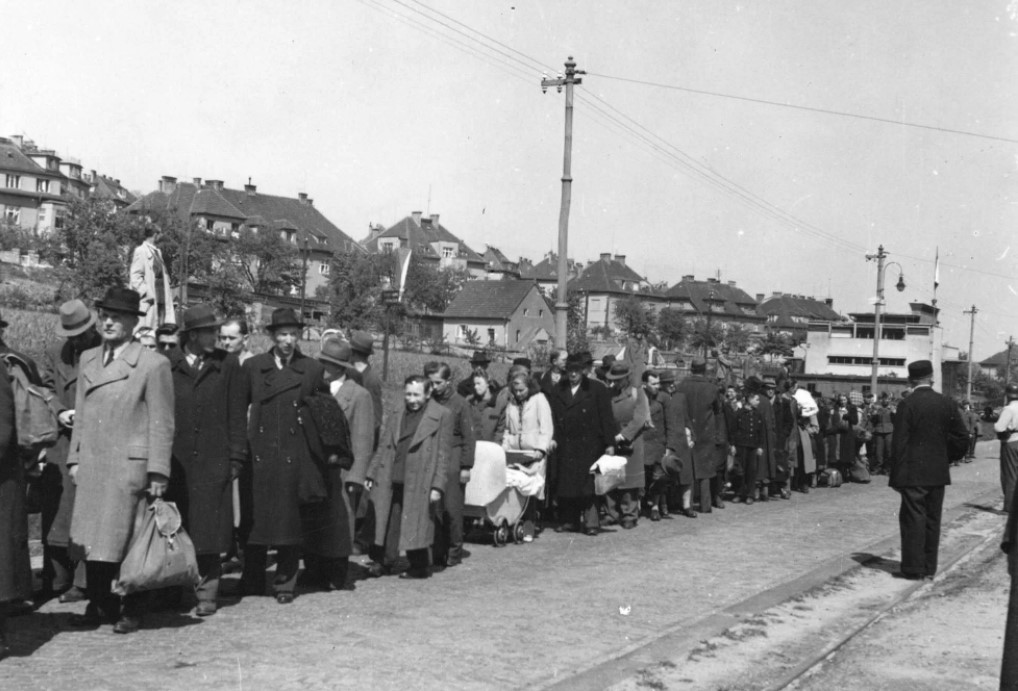
Skupina Němců naproti kinu Bořislavka nedlouho před zastřelením

Dne 9. nebo 10. května 1945 byli němečtí obyvatelé vilových čtvrtí v oblasti Hanspaulky a Ořechovky sváženi do místních kin k internaci. Před kinem Bořislavka na Kladenské ulici u náměstí Bořislavka gardisté skupinu 41 či 42 civilistů nejprve postříleli, poté byli zranění či mrtví ještě přejeti nákladním autem. Ve skupině zabitých Němců byl nejméně jeden Čech, Jaroslav Vlach z Rokycan.
Dodnes není jisté, zda stříleli vojáci Rudé armády, nebo čeští civilisté (gardisté), kteří jsou v dobovém protokolu líčeni jako shromážděný dav náhodných chodců. Zatímco Vojenský historický ústav ústy Eduarda Stehlíka vyjadřoval přesvědčení, že zabíjeli sovětští vojáci, historik Tomáš Staněk formuloval opatrněji, že nebylo zjištěno, zda zabíjeli Sověti, či revoluční gardy. Vedoucí Kabinetu dokumentace a historie VS ČR Aleš Kýr objevil roku 2015 dokument z policejního vyšetřování a pátrání po Jaroslavu Vlachovi z Rokycan, který byl zabit spolu s místními Němci na Bořislavce. V protokolu z vyšetřování se píše: „Postřílení zajišťovaných osob bylo před biografem Bořislavka zaviněno nezjištěným důstojníkem v uniformě RA, tedy Rudé armády, který svým jednáním zavinil, že shromážděný dav náhodných chodců zajištěné osoby napadl a všechny postřílel…“
Událost zachytil na kameru amatérský filmař Jiří Chmelíček. Rodina snímek dlouho ukrývala, až v roce 2000 je dcera Jana Chmelíčka Helena Dvořáčková předala k využití České televizi. Karel Čáslavský jí údajně řekl, že by ho obyvatelstvo ukamenovalo a že to jednou pustí. až půjde do důchodu. Později se k materiálu dostal režisér David Vondráček v souvislosti s natáčením dokumentu o postoloprtském masakru. Odborníci do té doby podle Vondráčka o záznamu nevěděli. Dokument Davida Vondráčka Zabíjení po Česku Česká televize odvysílala v květnu 2010.
Historik Tomáš Staněk, který se na tematiku poválečných excesů specializuje, na žádné dokumenty osvětlující tuto událost nenarazil – pouze na záznam zvláštního odboru Státní bezpečnosti z roku 1947, v němž se uvádí, že Němce nechal postřílet neznámý rudoarmějec. Staněk nenalezl ani žádné dokumenty o tom, že by incident byl někdy vyšetřován. Předpokládá, že Němci byli napřed zavřeni v místním kině na Bořislavce, odtud je nespíš Češi vyvedli ven a příslušník (nebo příslušníci) Rudé armády je postřílel, u čehož Češi zřejmě asistovali. Nákladní automobil, které zastřelené Němce přejel, patřil podle filmového záznamu Rudé armádě. Redakci Aktuálně.cz se přihlásila pamětnice, která tvrdí, že její otec s puškou v ruce hlídal zajaté Němce, kteří si na Bořislavce museli vykopat hrob. Vladimír Přibyl, kterému bylo tehdy 14 let, viděl mrtvá německá těla v civilních šatech a spatřil i rudoarmějce, jak chodil mezi těly a pak pistolí střelil jednoho z nich do hlavy. Přibylův otec byl svědkem rozhovoru místních mužů, kteří se bavili o tom, že ti zabití Němci stříleli z oken vil na Hanspaulce. Historik Staněk připomněl, že v té době se také stávalo, že se němečtí vojáci snažili maskovat převlečením do civilního oblečení. Některé zdroje uvádějí, že poprava proběhla jako odveta za to, že z oken domů, ve kterých byli internováni Němci, nějaký nacistický fanatik zastřelil dva odpočívající sovětské vojáky. Z filmu nepřímo vyplývá, že celou akci řídili Rusové a nikoli Češi, ve filmu jsou vidět sovětské válečné automobily a vozidla, sovětští vojáci a důstojníci v uniformách, zbraně, které používali Rusové atd. Češi u toho určitě asistovali – vyvedli zajaté Němce z kina ven a hlídali je, když si museli kopat hrob. Některé zdroje uvádějí, že Němci byli z kina vyvedeni pod záminkou odklízení pražských barikád.
K exhumaci masového hrobu došlo tajně v létě 1945. Jedním ze zabitých byl profesor antických dějin na pražské německé Karlově univerzitě Willy Hüttel, který bydlel 300 metrů od místa popravy; jeho příbuzní dostali urnu s jeho popelem na podzim 1945.

### Lanškroun

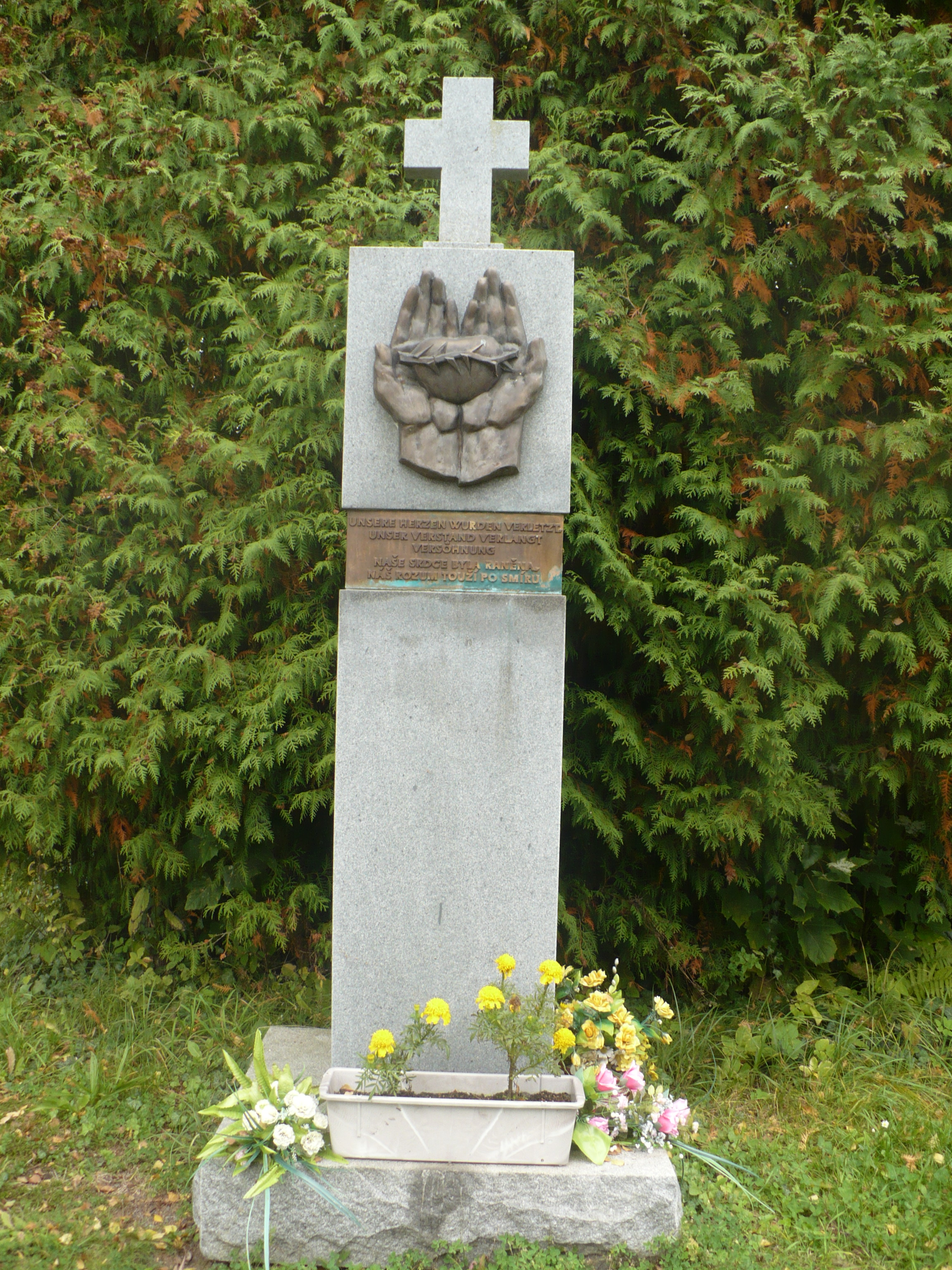
Památník obětem odsunu Němců na lanškrounském hřbitově

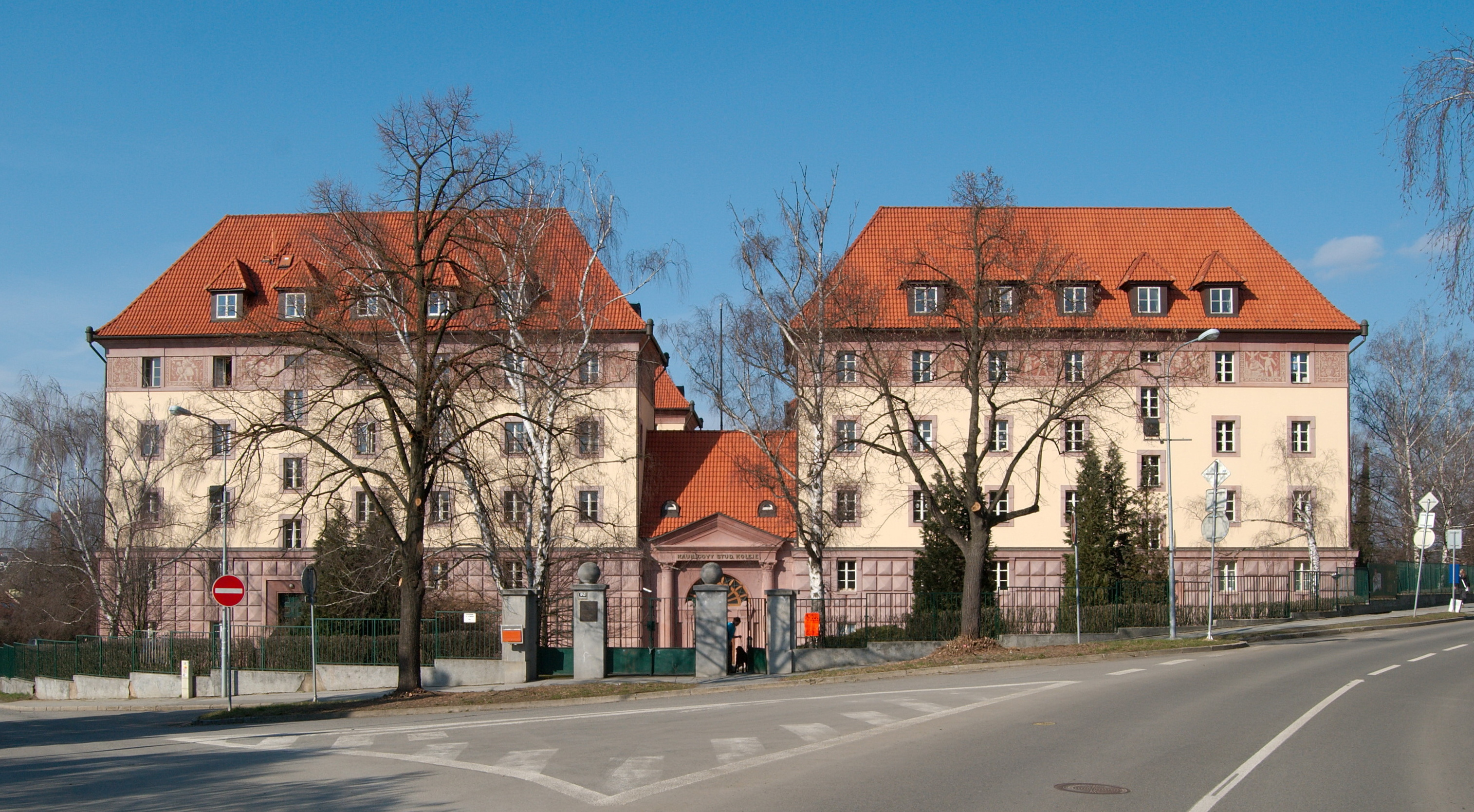
Brno-Kounicovy koleje

17. května 1945 dorazil po osvobození Rudou armádou do města Lanškrouna partyzánský oddíl J. Hýbla-Brodeckého a ještě ten den zahájil na náměstí u velkého stolu lidový soud s civilním německým obyvatelstvem, které bylo nahnáno před budovu bývalého landrátu. Soudu předsedal majitel mlýna a pily J. Hrabáček z Výprachtic (první předseda Okresního národního výboru v Lanškrouně). V dokumentech je uváděn jako aktivní odbojář a partyzán, který po válce také zastával funkci předsedy Národního výboru. (U soudu příseděli: zaměstnanec nemocenské pokladny, obuvník, tkadlec, truhlář, důstojník četnictva a další z místního obyvatelstva). Lidový tribunál zasedal od 17. do 18. května 1945. Číslo obětí se má podle Emila Trojana pohybovat kolem 42 civilistů, z nichž 20 mělo spáchat sebevraždu. Jiné prameny hovoří o 24 osobách hned první den a celkovém množství 100 německých obyvatel Lanškrouna.
...Partyzáni si tyto dny užívali. Skandovali a stříleli kolem sebe jako smyslů zbavení. Bili Němce do pohlavních orgánů, plivali na ně a nutili je plazit se před nimi po kolenou. Lidé byli pro sebemenší odpor vhazováni do vodní nádrže, věšeni na pouličních plynových lampách a nebo zastřeleni u stěny radnice. Ke stolu soudců museli přilézt po kolenou a nést nad hlavou obraz Adolfa Hitlera, na který partyzáni plivali. Podobiznu pak museli slízat a hleny pozřít. Téměř každý, kdo předstoupil před tribunál, byl odsouzen k trestu smrti nebo minimálně i výprasku. Výprask probíhal tak, že oběti byly vysvlečeny donaha, položeny na dubový sud a bity dřevěnými tyčemi. Trest se pohyboval od 10 do 100 ran...
 

### Brněnský pochod smrti
Při vysídlení Němců z Brna tzv. „Brněnském pochodu smrti“ od 30. – 31. května 1945 bylo „vyvedeno“ 20 000 až 35 000 brněnských Němců. Dle historicky doložených údajů přišlo do 20. 8. 1945 o život 1 691 osob, z toho 2 kvůli náhodnému výstřelu, ostatní zemřeli na následky nemocí, vyčerpání či přirozenou smrtí. Dále se v historických pramenech hovoří o 5000 mrtvých, 459 zahynulo v lágru Pohořelice, asi 250 mrtvých při pochodu na rakouskou hranici a dalších 1 062 mrtvých při přesunu do Vídně. Většina z nich přišla o život v důsledku špatného zásobování a nemocí.

### Postoloprtský masakr a koncentrační tábor v bažantnici

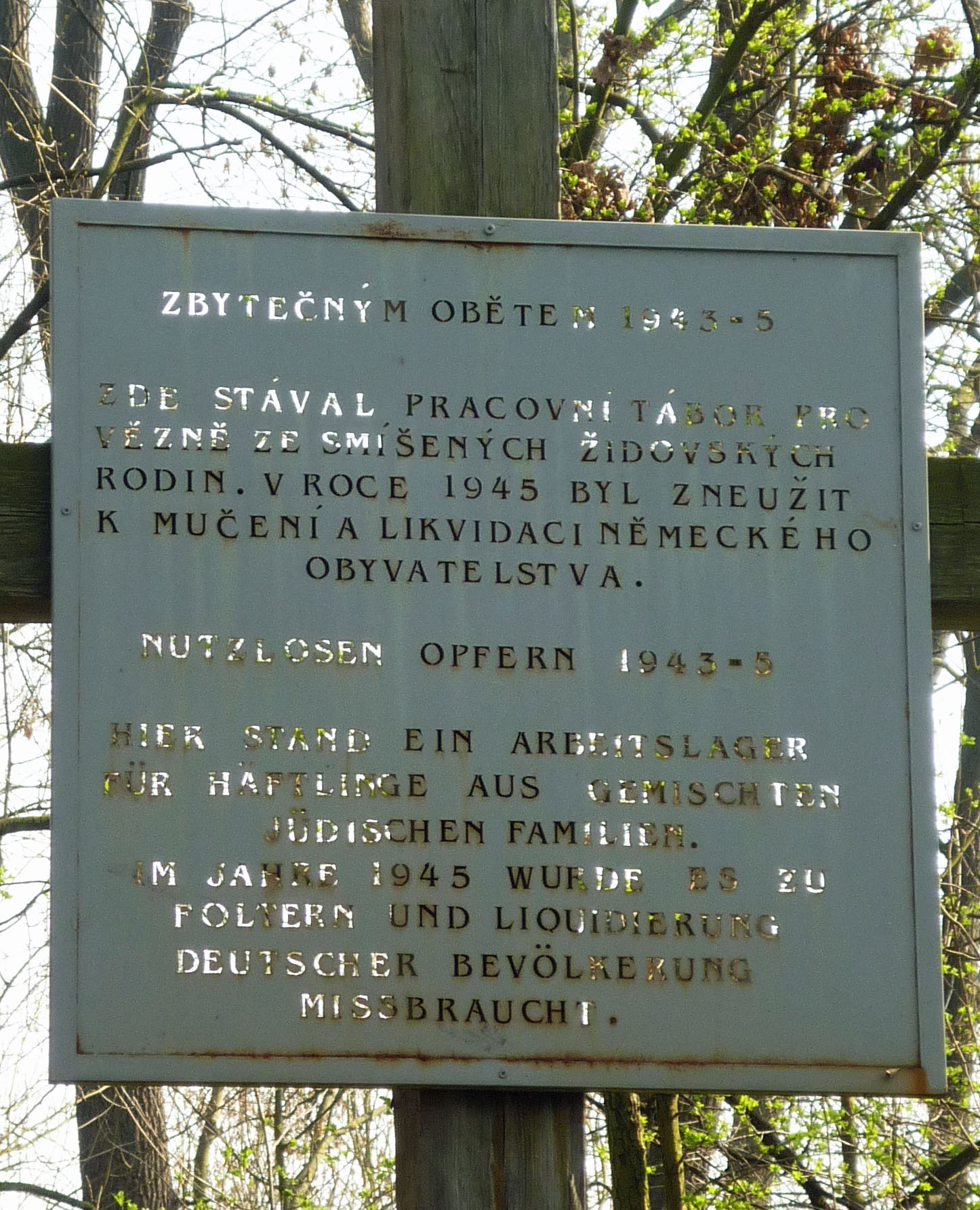
Pamětní deska německým obětem v místech levonické bažantnice u Postoloprt

Na konci května 1945 dorazily do Postoloprt Revoluční gardy složené zejména z volyňských Čechů a zakarpatských Ukrajinců, kteří zde měli mít podle vyjádření Československé televize naslibované domy a polnosti. K prvním vraždám civilního obyvatelstva došlo v místní škole. Přes 800 místních Němců nahnaných do postoloprtské bažantnice skončilo s kulkou v týlu v masových hrobech. Ženy, děti a staří lidé z bažantnice byli poté odsunuti do Německa. 3. června dorazil do města taktéž průvod asi 5 000 žateckých Němců, kteří byli internováni v místních kasárnách.
V období od 31. května do 15. června 1945 se hovoří o 800–1000 zavražděných (mezi nimi pět třináctiletých hochů). Z hromadných hrobů u Postoloprt bylo exhumováno 763 pozůstatků lidských těl (z toho 5 žen a 1 dítě). Ostatky byly poté spáleny. V roce 1947 byly tyto události přezkoumány vyšetřovací komisí československého parlamentu, přičemž na místě se pozvedl všeobecný souhlas obyvatelstva s masakrem (jako zasloužená odplata za surovosti Němců). Celkem by se mělo jednat o skoro 2 000 mrtvých, zavražděných 1. Čs. divizí pod velením generála Spaniela (Čím méně jich pak zbude, tím méně budeme mít nepřátel). Dodnes se nepodařilo objektivně prokázat, zda se jednalo pouze o německé obyvatele nebo i o zavražděné Židy z postoloprtského koncentračního tábora, či oběti z pochodů smrti, které zde probíhaly krátce před ukončením války. Policejní vyšetřování zahájené v roce 2006 přisoudilo vinu za masakr Československé armádě, policii a důstojníkům št. kapitánu Vojtěchu Černému a vyučenému ševci, veliteli postoloprtské policie Bohuslavu Markovi. Vyšetřovatel případu Pavel Karas se vyjádřil, že kdyby tehdejší trestní řád znal trestný čin genocida, nepodával by obvinění z vraždy, ale právě z genocidy.

### Doupov a Tocov
Po exodu místního německého obyvatelstva, při němž se uvádí i hromadné hroby na místním školním hřišti či kruté mučení a následné zazdění jednoho příslušníka SS za živa, se pohybují čísla obětí podle Tomáše Staňka od 22 až do 40.
Okresní národní výbor v Kadani oznámil přípisem (pod značkou 00158-taj-1953/III/35) z 1. září 1953 likvidaci obce Víska v I. etapě, v II. etapě následovaly obce Jeseň (Doupovská Jeseň), Jírov, Mětikalov, Prachomety, Tureč a ve III. etapě město Doupov s osadami Heřmanov, Petrov, Tocov a Tunkov z důvodu zřízení vojenského prostoru Hradiště. V osadě Tocov bylo 5. června 1945 zavražděno 32 Němců.

### Podbořany
Podbořanska se dotklo několik takzvaných pochodů smrti, například Podbořany projížděl vlak do Terezína, který zastavil v obci Kaštice a ve staré pískovně bylo zakopáno 230 zavražděných obětí nacismu. Po útěku prominentních představitelů nacistického režimu následovalo 7. června 1945 živelné a nahodilé zatýkání členy Revoluční gardy v improvizovaných uniformách Afrikakorpsu. Omylem byl odveden i invalida z první světové války. Kolonu zatčených Němců (z Podbořan, Třebčic, Blšan, Očihova, Kryr, Letova, Hluban, Podlesic, Mor, Vroutku, Stachova, Sýrovic a Soběchleb) vyvedli gardisté směrem na obec Očihov. Pak už následovala u valovského lesa (Elementenwaldu) střelba. Vyšetřovací komise z roku 1947 uvádí 70 Němců - většinou prý příslušníků SS. Zakopáni měli být ve dvou hromadných hrobech podél polní cesty z Letova do Valova, asi 200 m od křižovatky Podbořany – Očihov, ale i na Alpce a jiných místech. Zbytek mužů partyzáni odvezli do sběrného tábora v Postoloprtech, kam je následovaly i ženy a děti.

### Chomutov

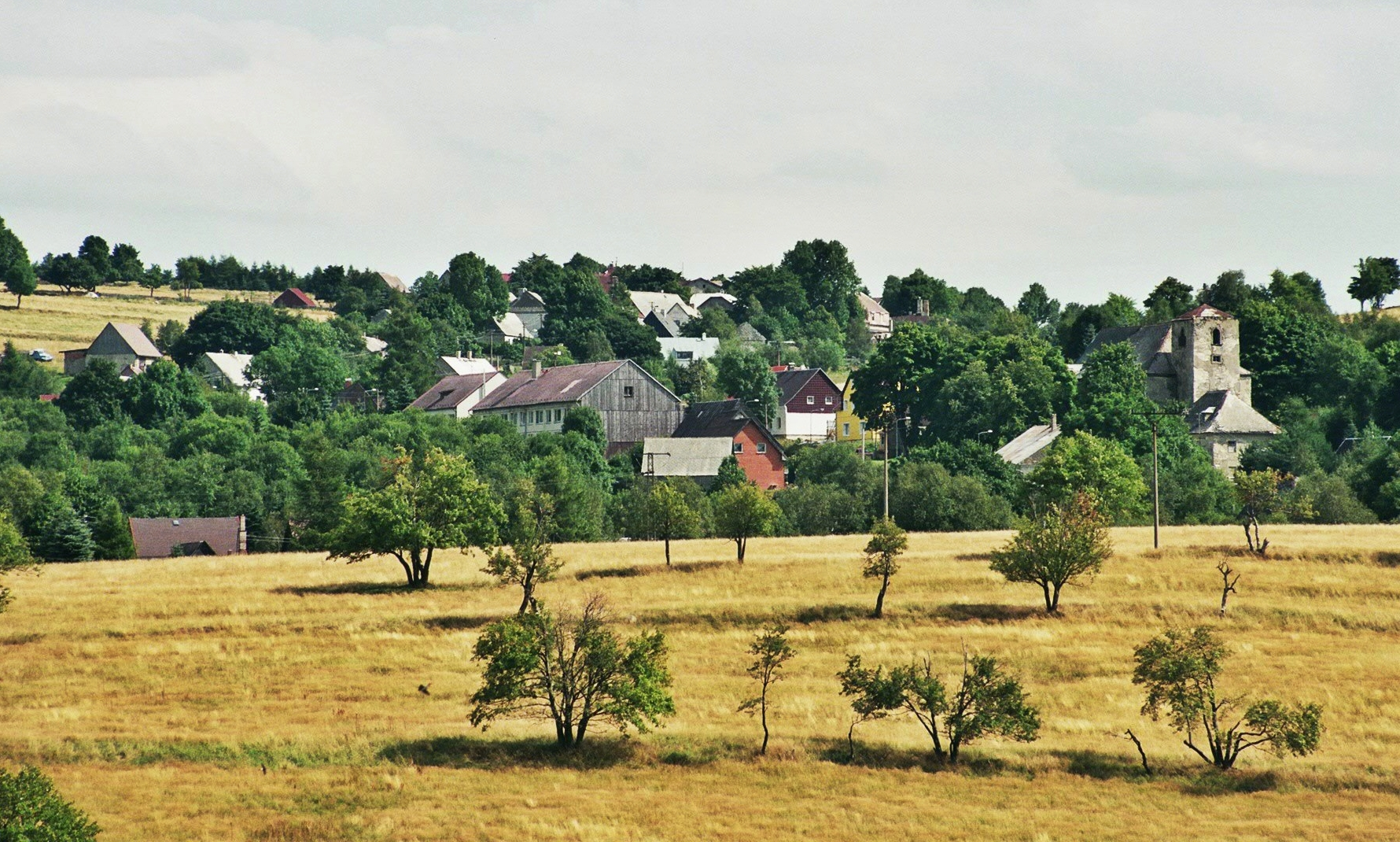
Nová Ves v Horách

Vyčišťovací akce byla v Chomutově odstartována 9. června 1945 z popudu posádkového velitelství pod velením štkpt. Prášila. Několik tisíc mužů ve věku 13 až 65 let bylo shromážděno na sportovním hřišti (podle německých pramenů 5000 osob). Němci podezřelí z členství v SS a nacistických organizacích byly následně mučeni a týráni. Zemřelo asi 12–13 osob (mlácení tyčemi, vypichovaní očí, uražení přirození holí, pálení na nahých tělech). Skupina 4000 mužů pochodovala se zavazadly o hmotnosti 25–30 kg směrem ke státní hranici. Během cesty zemřelo více než 60 osob (27 mrtvol nalezeno). Rusové odmítli zubožené muže převzít na hranici mezi Novou Vsí v Horách a Deutschneudorfem, takže následoval přesun do táborů v Záluží (část ponechána u státních hranic). V internačním táboře „Sklárna” zemřelo 40 osob, z více než 60 zemřelých na týrání a následky násilné smrti. Mrtvoly se zahrabávaly do kráterů po bombách. Podle vyšetřovací komise v roce 1947 mělo jít přibližně o 140 mrtvých.

### Masakr na Švédských šancích

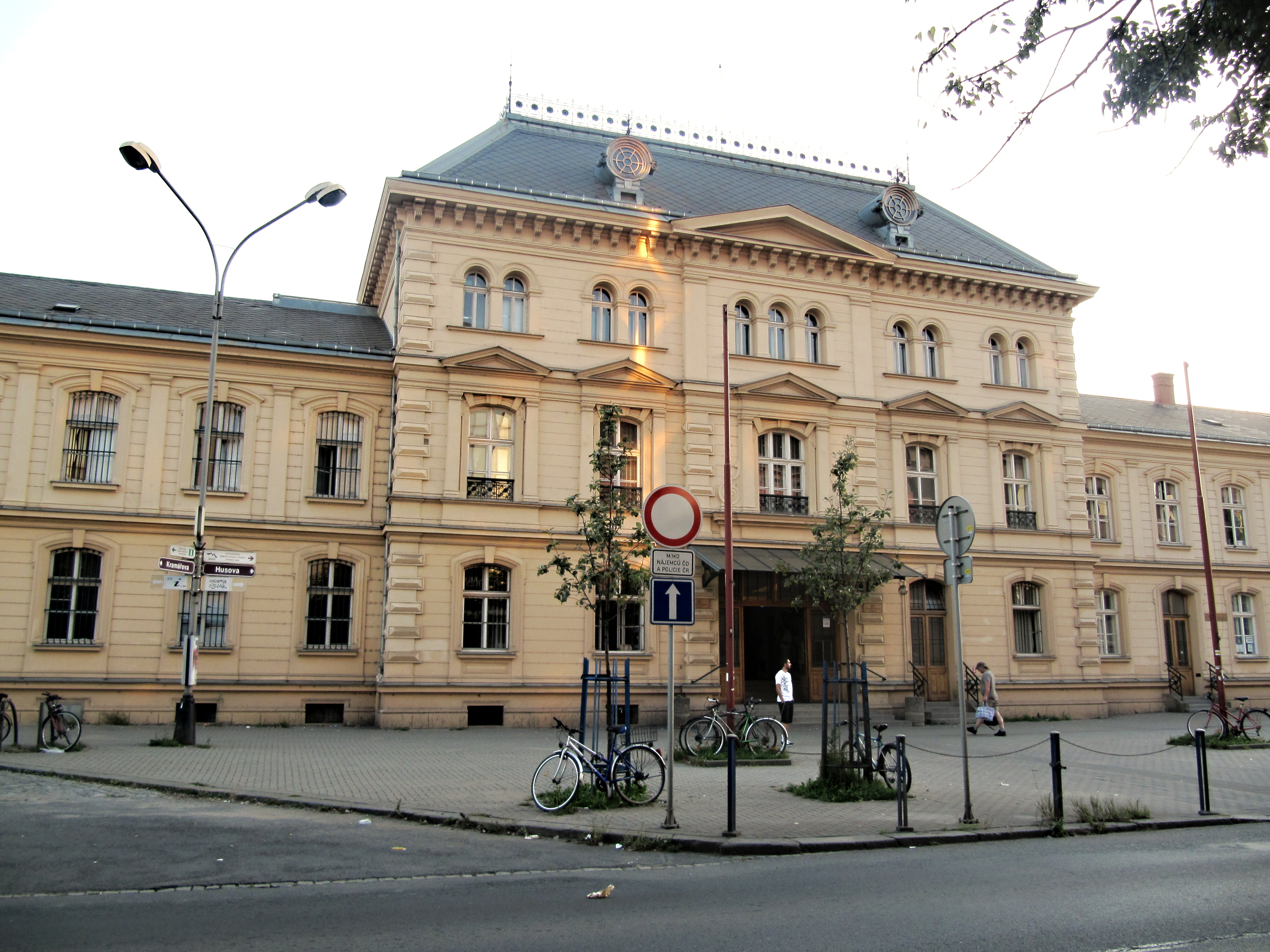
Nádraží v Přerově

Masakr prováděli příslušníci 17. pěšího pluku z Petržalky (bývalí příslušníci 1. československého armádního sboru) vedení poručíkem OBZ Karolem Pazúrem a osvětovým důstojníkem Bedřichem Smetanou u Horní Moštěnice na návrší Švédské šance v noci z 18. na 19. června 1945. Zmasakrovali zde 265 obyvatel Dobšinej, Kežmarku, Gelnice, Mlynice a Janovej Lehoty pri Žiari nad Hronom. Povraždění byli hlavně Karpatští Němci a Maďaři, bylo však mezi nimi i několik Slováků. Naprostou většinu povražděných tvořily ženy a děti.

### Krnov

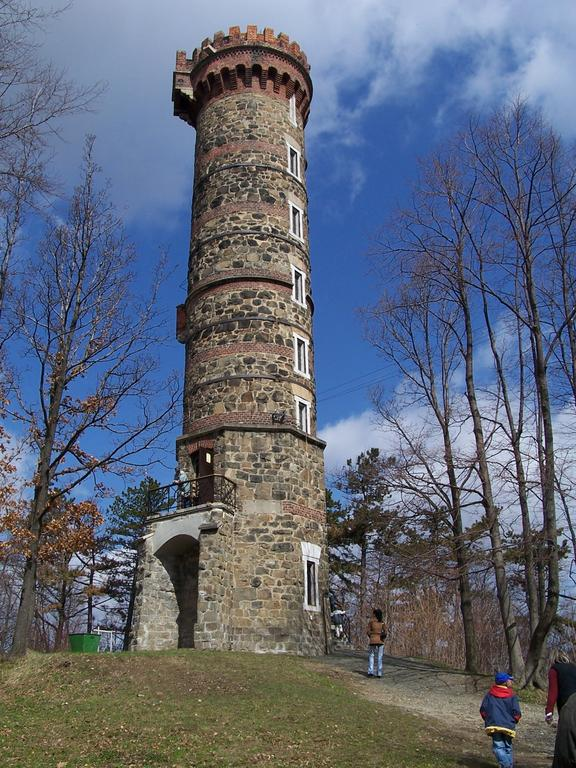
Rozhledna Cvilin

Ve dnech 20.-25. června 1945 byli Němci z Krnova hnáni z lágru Cvilín (Lager Burgberg) směrem k hranicím - přes Vrbno pod Pradědem, Vidly (Gabel), Domašov, Jeseník, Vikantice, Staré Město pod Sněžníkem do Králík. Poté v otevřeném železničním vagóně do Teplic. Pochod pak pokračoval až na saské hranice u Geisingu v Krušných horách.Tomáš Staněk uvádí, že „Pochod z Krnova nebyl propuštěn přes hranice a část osob byla po několikadenním putování znovu soustředěna ve střediscích nebo přidělena na práce“..

### Domažlice

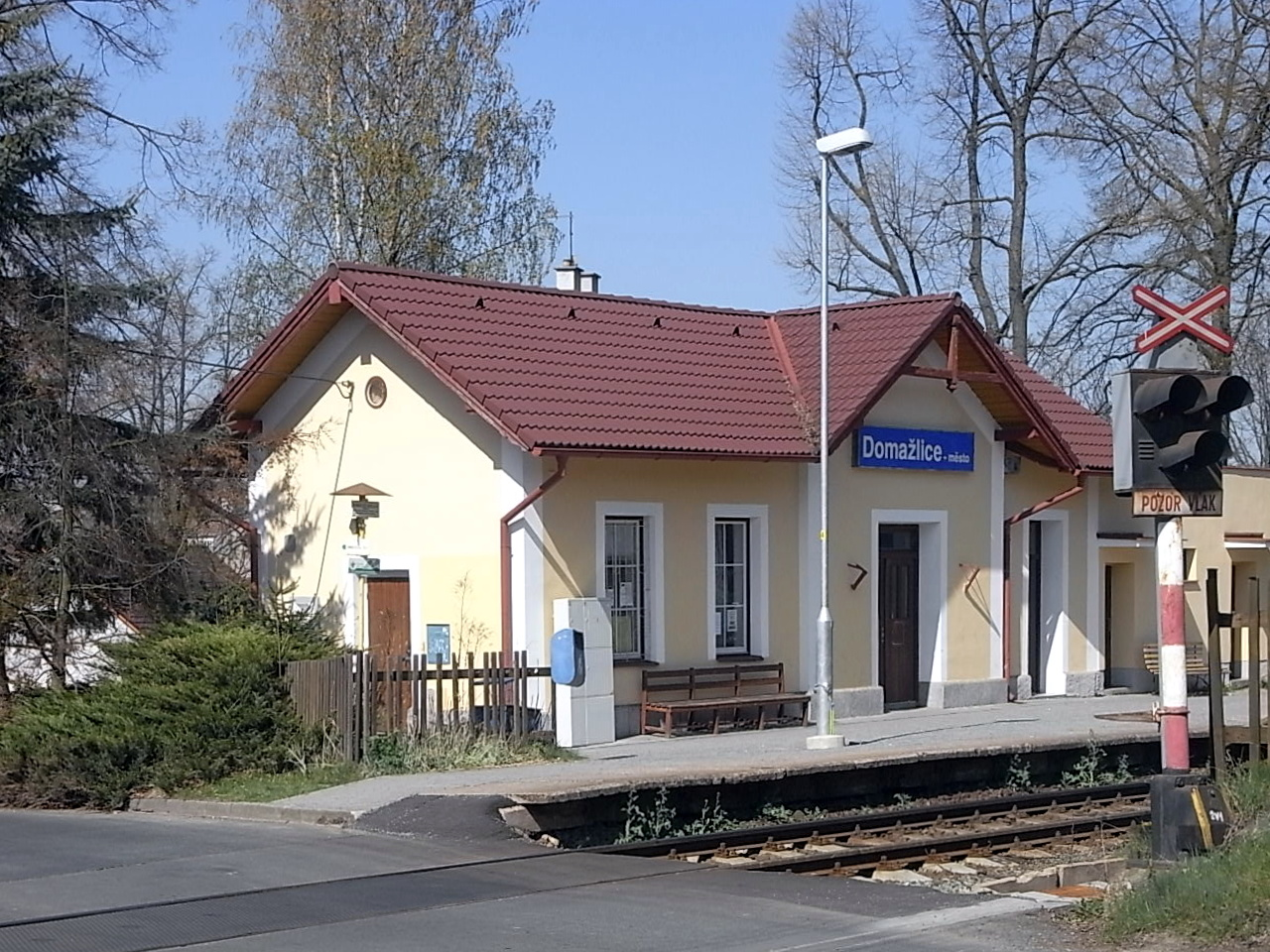
Domažlice, zastávka "město"

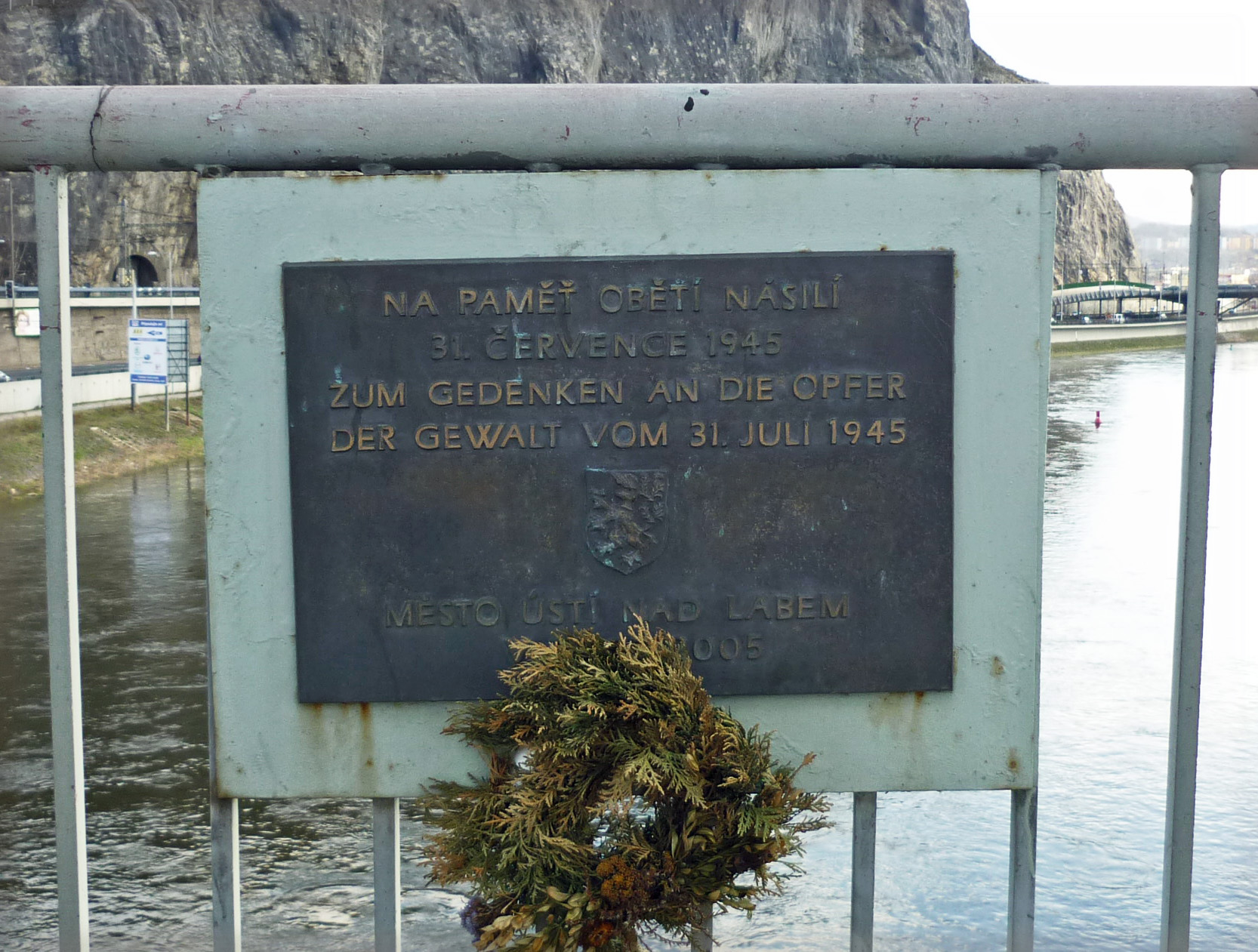
Pamětní deska obětem Ústeckého masakru

Ze zprávy MNO je patrné, že v noci z 11. na 12. 7. 1945 bylo zavražděno a pochováno v hromadných hrobech v pískovně nacházející se na pravé straně silnice mezi Domažlicemi a Draženovem asi 100 osob, přibližně 120 osob mělo být zastřeleno na domažlickém nádraží a v jeho blízkosti zahrabáno. Dr. Staněk ve své knize Perzekuce hovoří o snaze „uchovati tyto vědomosti pokud možno co nejdéle v tajnosti”. Velitel štkpt. pěchoty Josef Fahner nechal přivážet z věznice okresního soudu a z tábora v Chrastavicích u Domažlic příslušníky SA, SS a NSDAP. „I když šlo často o příslušníky SA, SS a NSDAP, lze soudit, že převážná většina byla nevinná.”. Před odvozem byly oběti mláceny do bezvědomí a bylo jim strháno šatstvo. Této popravy, prováděné bestiálním způsobem se zúčastnili důstojnici armády, četnici a příslušníci SNB. Z výpovědi také vyplývá účast dvou koňských řezníků, kteří muže ubíjeli noži. Pokud se týká data této masové vraždy, měla být realizována v noci z 11. na 12. 7. 1945. Výpovědmi lze identifikovat důstojníky Karáska, Schlaise, ale také jména některých oběti (Emil Büchs - zatčen 16. 6. 1945, Max Netopill se synem, Alois Schlögl). Pozůstalí po obětech nikdy nedostali úmrtní oznámení.

### Ústecký masakr
Ústecký masakr patří k těm nejznámějším. Jednalo se o hromadnou vraždu přibližně německého obyvatelstva ze dne 31. července 1945 v Ústí nad Labem. Čísla zabitých se pohybují v rozmezí 30 – 700 osob, jiné prameny dokonce uvádí přes 2 000 mrtvých.

### Loděnice u Berouna
8. května 1945 bylo u obce Vráž zavražděno 18 loděnických a vrážských Němců a 1 Čech během pochodu do sběrného tábora v Berouně. Loděničtí kolaboranti měli strach z výpovědí obětí před berounským soudem. Pracovníci sběrného tábora skupinu nechtěli převzít, jelikož byli všichni dotlučeni a jedna žena chyběla. Rozvášněný dav zmasakroval 19 osob na místě, kterému se říká „U zabitého”. Dnes zde stojí od roku 2008 vysoký dřevěný kříž se jmény obětí masakru.

### Lom na Mostecku
10. května 1945 přišlo v obci Lom o život celkem 36 lidí a horník Josef Hoydar spáchal sebevraždu. Po nešťastném výbuchu a smrti dvou dětí dostaly události v obci Lom rychlý spád. Údajně skupiny Revolučních gard vyváděly z domovů ke kostelu místní Němce, které vzápětí střílely u zdi. Jednalo se o havíře, ale i třiasedmdesátiletého řídícího učitele v penzi Josefa Franze Treschla, šestašedesátiletého Wilhelma Bauera, železničního úředníka na odpočinku, kamnáře Ruperta Neidela, obuvníka Josefa Lorenze, holiče Franze Kopfa a vozataje Liebschera. Obětem byl na místním hřbitově vybudován památník s dvojjazyčným nápisem: Vzpomínka německých a českých obětí 2. světové války.

### Dobronín
19. května 1945 byli internovaní Němci z místní hasičské zbrojnice v obci Dobronín odvedeni na louku Budínku, kde si museli vykopat hrob a poté byli pravděpodobně brutálně ubiti lopatami a rýči. Policie České republiky provedla v srpnu 2010 terénní průzkum lokality a nalezla zde hromadný hrob. Několik dnů po nálezu lidských ostatků byl v této lokalitě na památku obětí vztyčen dřevěný kříž.

### Vitorazsko

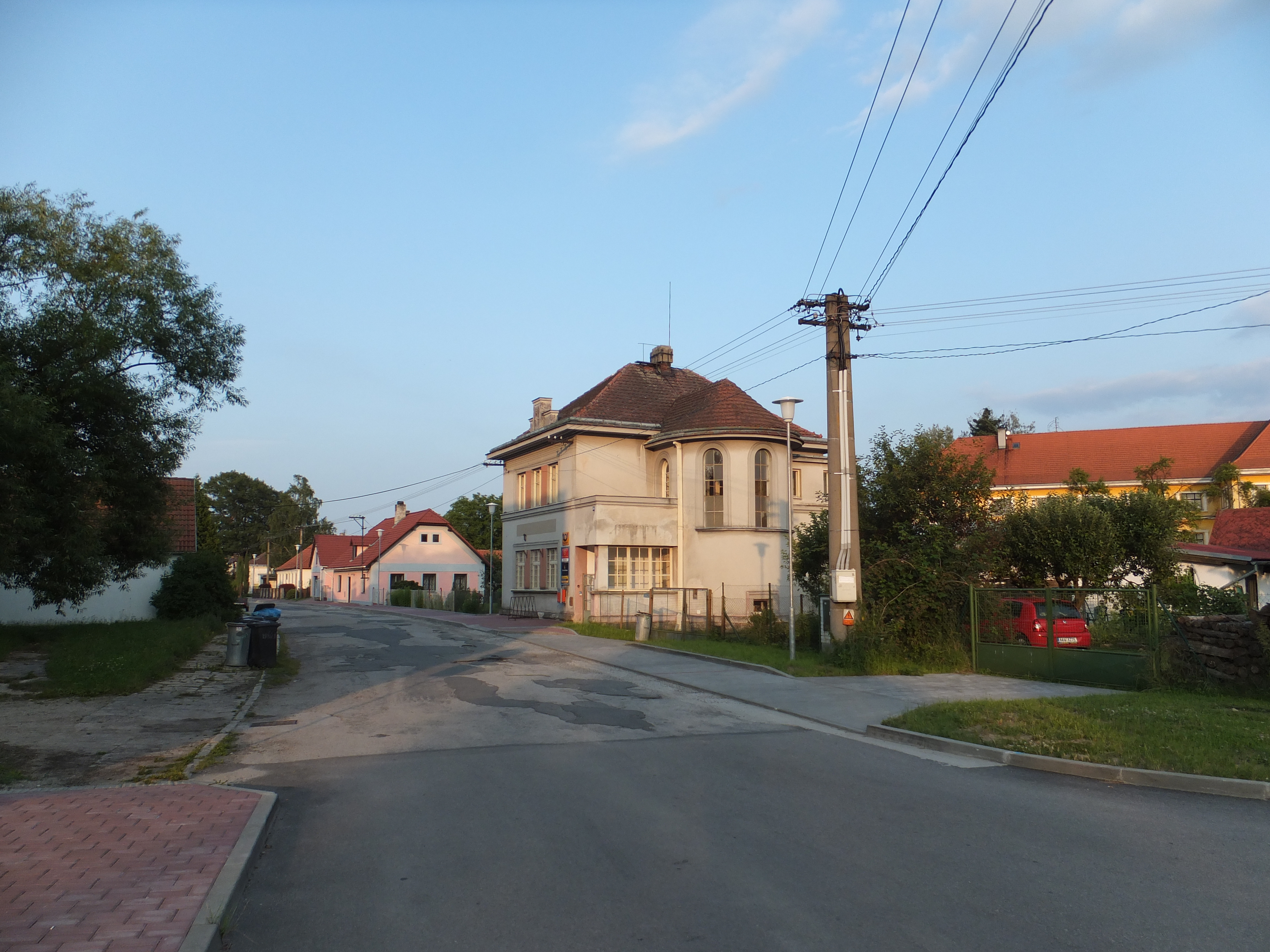
Obec Rapšach

Dne 24. května 1945 ve 21.00 hodin zahájil předsedající Václav Maxa lidový soud v Tušti a následně jím bylo 14 občanů (starosta Hofhansl byl jediným Němcem mezi odsouzenými) odsouzeno k smrti a odvlečeno směrem k Halámkám na obecní mrchoviště. Maxa požadoval po plukovníkovi Vladimíru Hobzovi popravčí četu. Hobza dodal pouze zbraně. František Říha provedl za dohledu Václava Maxy, předsedy MNV učitele Podlahy a několika dalších členů MNV popravu 14 lidí. Hobzovi partyzáni sledovali masakr nejprve z povzdálí, poslední odsouzenou šestatřicetiletou Olgu Vlčkovou měli podle svědků „rozstřílet jako řešeto.“ Iniciátoři masakru (Václav Maxa a František Říha) nepocházeli původem z Vitorazska, jednalo se o přistěhovalce po roce 1920. Partyzáni pod velením plukovníka Hobzy osudného dne 24. května 1945 odsoudili k trestu smrti v obci Rapšach dalších 26 lidí, které se nakonec podařilo kapitánovi Josefu Bartlovi z Brna (rodák z obce Rapšach) zachránit.

### Suchdol nad Lužnicí
U Suchdola nad Lužnicí zavraždily revoluční gardy v květnu 1945 20 lidí (z toho 14 Čechů) a brutálním způsobem vyhnaly obyvatelstvo německé národnosti (4500 lidí) za hranice. V 90. letech byla provedena exhumace hromadného hrobu.

### Rovensko pod Troskami
10. května 1945 ve městě Rovensko pod Troskami v Českém ráji došlo po potyčce s uprchlým příslušníkem Wafen-SS k masakru civilního obyvatelstva. Akt si vyžádal 365 obětí na životech, z toho 50 bylo vojáků Wehrmachtu, zbytek civilisté, muži, ženy i děti.

### Leština

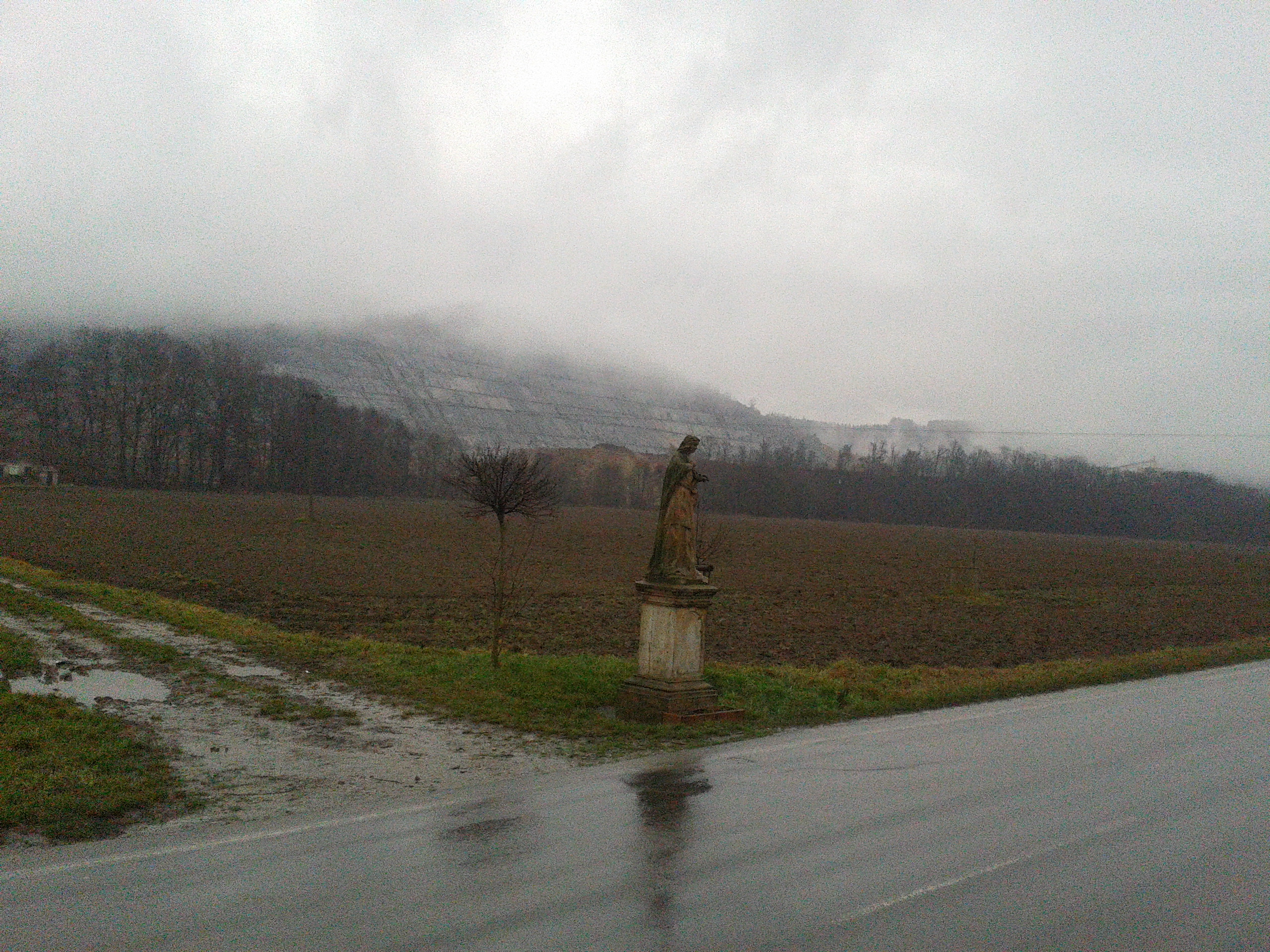
Kamenolom u obce Leština

Při průjezdu ustupujících německých vojsk obcí Leština (okres Šumperk) vystřelil neznámý český občan po projíždějící koloně bojové jednotky zbraní SS a zabil jednoho z vojáků. Němci sebrali pět Čechů jako rukojmí a požadovali v obci vydání pachatele. Vzhledem k tomu, že se nikdo nepřihlásil, odjeli do polí u obce Stavenice, nejprve muže surově mučili - vyřízli jim jazyky a vypíchali oči a nakonec je postříleli. Česká msta pokračovala v podobě etnické čistky šestnácti německých obyvatel Vitošova a Leštiny. Znetvořená těla obětí české komando dobíjelo železnými tyčemi. Jejich těla nechal na druhý den major Rudé armády na poli zahrabat. V roce 2000 se konal pietní pohřeb na leštinském hřbitově.

### Náchod
V pomstě za zabití několika rudoarmějců 9. května 1945 byli místními lidmi i vojáky Rudé armády vyslýcháni, biti a zabíjení zajatí esesmani. Účastnily se toho i Židovky a Polky osvobozené z koncentračního tábora. Historik Oldřich Šafář o události napsal:
...Každý toužil po odplatě, i když ne každý byl schopen přímé msty. Skutečnost byla taková, že každý vůz naložený mrtvými Němci, který směřoval přes město na pohřebiště na zámku, byl v ulicích města vítán s obrovským nadšením. Nikdo Němce nelitoval. Každý to chápal jako spravedlivou odplatu. Taková byla doba...
 

## Právní a politická situace v Československu po druhé světové válce
Vítězstvím nad nacismem došlo k ukončení válečného konfliktu a prezident Beneš v roli autority 2. odboje usiloval teoreticky o právní kontinuitu první republiky. Realita však byla jiná. Ústava z roku 1920 byla sice po válce stále v platnosti, ale byly přijaty také ústavní dekrety prezidenta republiky, zrovna tak byly Národním shromážděním přijaty i další ústavní zákony, tzv. pražské dohody upravující vzájemné poměry centrálních a slovenských orgánů, ale i nařízení Slovenské národní rady.

### Lidová demokracie
Za první republiky fungoval demokratický systém. Vládní koalice měla oponenta v opozici a „katalog práv a svobod” se vztahoval na všechny obyvatele Československa. Po roce 1945 se demokracie nazývala „lidovou”. Komunistická strana se stávala čím dál více dominující stranou, vnější a vnitřní politika státu podléhala vlivu Sovětského svazu, což způsobovalo postupný odklon od právních zásad první republiky. Systémem Národní fronty došlo k vyloučení jakékoliv opozice.
Pro část obyvatelstva se během válečného teroru stalo násilí běžnou součástí života. Tak lze pohlížet i na řešení otázky československých Němců a potrestání kolaborujících Čechů a Slováků, kdy byly právní normy první republiky zamítnuty. Vysídlení německé menšiny je stále předmětem mnoha debat. Společnost po druhé světové válce (až na výjimky) se však na řešení podle kolektivní viny shodovala. Značnou roli hrála také msta za teror páchaný německými okupanty.

### Dekrety
Ústavní dekret prezidenta republiky č. 33/1945 Sb., o úpravě československého občanství osob národnosti německé a maďarské, ustanovil pozbytí československého státního občanství u těch, kteří nabyli jinou státní příslušnost dle předpisů cizí okupační moci (§ 1 odst. 1), a u všech ostatních československých občanů národnosti německé a maďarské (§ 1 odst. 2). V dekretu č. 5/1945 Sb., o neplatnosti některých majetkově-právních jednání z doby nesvobody a o národní správě majetkových hodnot Němců, Maďarů, zrádců a kolaborantů a některých organisací a ústavů, byly v § 4 za osoby státně nespolehlivé označeny osoby národnosti německé nebo maďarské. Dekretem č. 12/1945 Sb. zabavil stát zemědělský majetek všech osob německé a maďarské národnosti bez ohledu na státní příslušnost (§ 1 odst. 1 písm. a). Toto zabavení bylo dekretem č. 108/1945 Sb., o konfiskaci nepřátelského majetku a Fondech národní obnovy, rozšířeno „na veškeré majetkové hodnoty osob fyzických národnosti německé nebo maďarské” (§ 1 odst. 1, bod č. 2). Za zabraný majetek dle § 1 odst. 1 nebyla možná náhrada. Presumpce viny Němců a Maďarů za nacismus se tak právně zakotvila. Vyhnout se takové legislativě mohli jen aktivní němečtí odbojáři na základě § 1 odst. 2 dekretu č. 12/1945 Sb., avšak důkazní břemeno leželo na jejich straně.

### Legalizace násilí
Ústavní soud ČR označil ve svém nálezu ze dne 8. 3. 1995 stav dekretu č. 108/1945 Sb. za „právně vyhaslý”. Přesto je tato otázka stále citlivým tématem. Zrovna tak je veřejností rozporuplně vnímán zákon č. 115/1946 Sb., o právnosti jednání souvisejících s bojem o znovunabytí svobody Čechů a Slováků, jinak nazývaný „amnestijní zákon”, který v § 1 legalizoval násilí nejen na Němcích. Tento zákon znemožnil potrestání viníků podílejících se na masakrech a krvavých excesech (gestapismu) během „divokého” odsunu, i když bylo podle něj možné domáhat se nápravy. Objevila se kritika některých novinářů, ale i v Ústavodárném národním shromáždění. Po únoru 1948 udělila KSČ na toto téma informační embargo.

### Mimořádné lidové soudy
Dekret prezidenta republiky č. 16/1945 Sb., o potrestání nacistických zločinců, zrádců a jejich pomahačů a o mimořádných lidových soudech měl napomoci postihnutí všech pachatelů a spolupachatelů zločinů nacismu. Mimořádné lidové soudy byly ale v rozporu s principem spravedlivého soudního procesu. Například § 31 odst. 1 sděloval, že „proti rozsudku mimořádných lidových soudů není opravných prostředků”. Zrovna tak žádost o milost neměla odkladný účinek. Podle § 31 odst. 2 měl trest smrti následovat po rozsudku do dvou hodin a podle odst. 3 se lhůta nad 24 hodin zakazovala. Tím byla unáhlenost spojená s nekvalitním rozhodováním MLS ospravedlněna. Jejich rozhodnutí kritizovalo v tisku dokonce i zahraničí.

### Důkazy o poválečných masakrech a divokých odsunech
Vojenský historik František Hanzlík, který se zaměřuje také na období nástupu komunistického režimu, objevil v archivech dokumenty, které osvětlily do roku 2002 neznámé skutečnosti. Jednalo se o důkazy o poválečných masakrech a divokých odsunech, které ještě v roce 1999 byly označeny razítkem "tajné". Dokumenty pocházejí z roku 1947 a historik J. Hanzlík nález komentoval slovy: "Ty dokumenty potvrzují to, co bylo spíše jen tušeno. Že ti, kteří měli dohlížet na nezákonnosti, se jich sami dopouštěli..."

## Potrestání zločinců
- Karol Pazúr

hlavní iniciátor masakru na Švédských šancích, odsouzen nejprve na 7 let a 6 měsíců (1947), po odvolání trest změněn na 20 let (1949), propuštěn po cca 3 letech na amnestii,
- Bedřich Smetana

spoluiniciátor masakru na Švédských šancích, odsouzen do vězení, ale nenastoupil trest a patrně uprchl ze země,
- Václav Hrneček

zástupce velitele koncentračního tábora (1945–1946) v Českých Budějovicích byl americkým soudem odsouzen k 8 letům vězení na základě zjištění, že tábor v Českých Budějovicích byl veden zločinným způsobem.